# Azúcar de coco

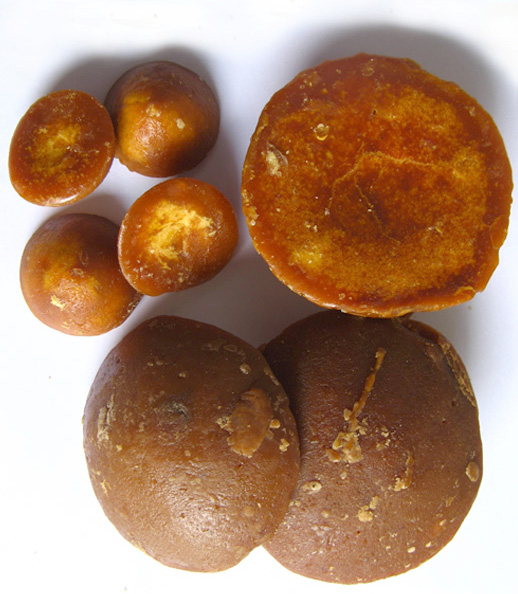
Azúcar moreno de coco.

El azúcar de coco (también conocido como azúcar de cocotero, azúcar de palma de coco, azúcar de savia de coco o azúcar de flor de coco) es un azúcar de palma producido a partir de la savia del tallo de la flor de la palma de coco.
Otros tipos de azúcar de palma están hechos de la palma Palmira, la palmera datilera, la palmera datilera del azúcar, la palmera sagú o la palmera azucarera.
Utilizado como edulcorante en muchos países, el azúcar de coco no tiene beneficios nutricionales o de salud significativos como otros edulcorantes.

## Fabricación
El azúcar de coco se comercializa en forma de cristal o gránulo, bloque o líquido.
La producción de azúcar de coco es un proceso de dos pasos. Comienza cosechando o «golpeando» el tallo de la flor de un cocotero. Los agricultores hacen un corte en el espádice y la savia comienza a fluir del corte hacia los recipientes de bambú. La savia recolectada luego se transfiere a grandes woks y se coloca a fuego moderado para evaporar el contenido de humedad de la savia. La savia es translúcida y tiene aproximadamente un 80% de agua. En este punto se le conoce como coco neera o nira (Indonesia), y como cocotero toddy (Sri Lanka), maprau (Tailandia) o lagbi (África del Norte). A medida que el agua se evapora, comienza a transformarse en un espeso jarabe de savia. De esta forma, puede reducirse o no más a cristal, bloque o pasta blanda.
El color marrón que se desarrolla a medida que se reduce la savia se debe principalmente a la caramelización.

## Uso culinario
En la cocina indonesia, el azúcar de coco se llama gula jawa (azúcar de Java) o gula merah (azúcar roja), mientras que el gula aren se refiere al azúcar de palma hecho específicamente de palmera azucarera. Algunos alimentos indonesios están hechos con azúcar de coco, incluyendo kecap manis (una salsa de soya dulce) y dendeng (una preparación de carne).
Gula melaka es un nombre para el azúcar de palma en el Sudeste Asiático o también «azúcar malacca», probablemente llamado así por su origen en el estado de Malaca, Malasia. Generalmente, se deriva de las palmas de cocotero, pero a veces de otras palmas. Se utiliza en platos salados, pero principalmente en postres y pasteles locales de la región del Sudeste Asiático.

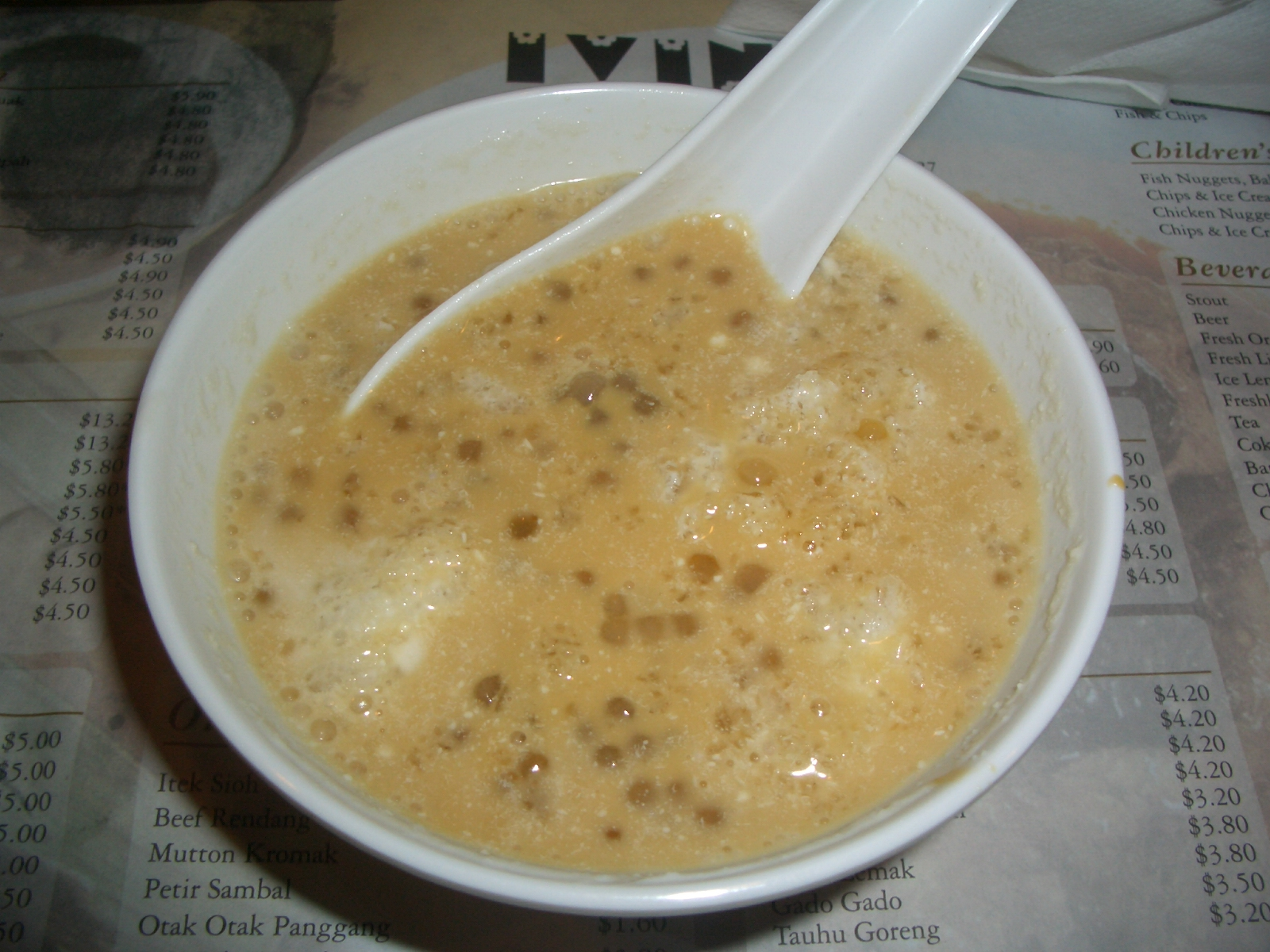
Un tazón de gula melaka sago.
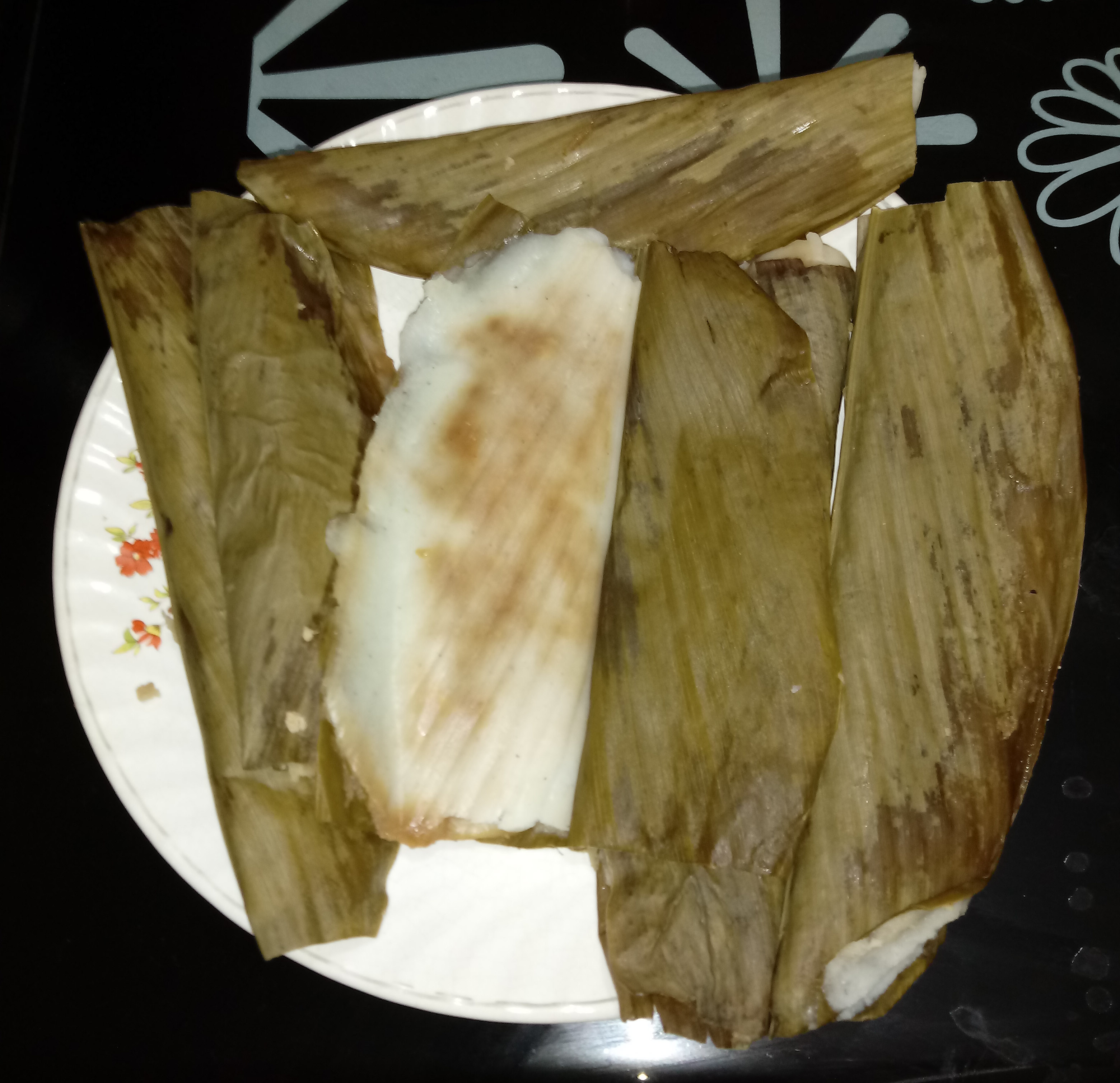
Patoleo, un plato dulce católico de Goa preparado con azúcar de coco.
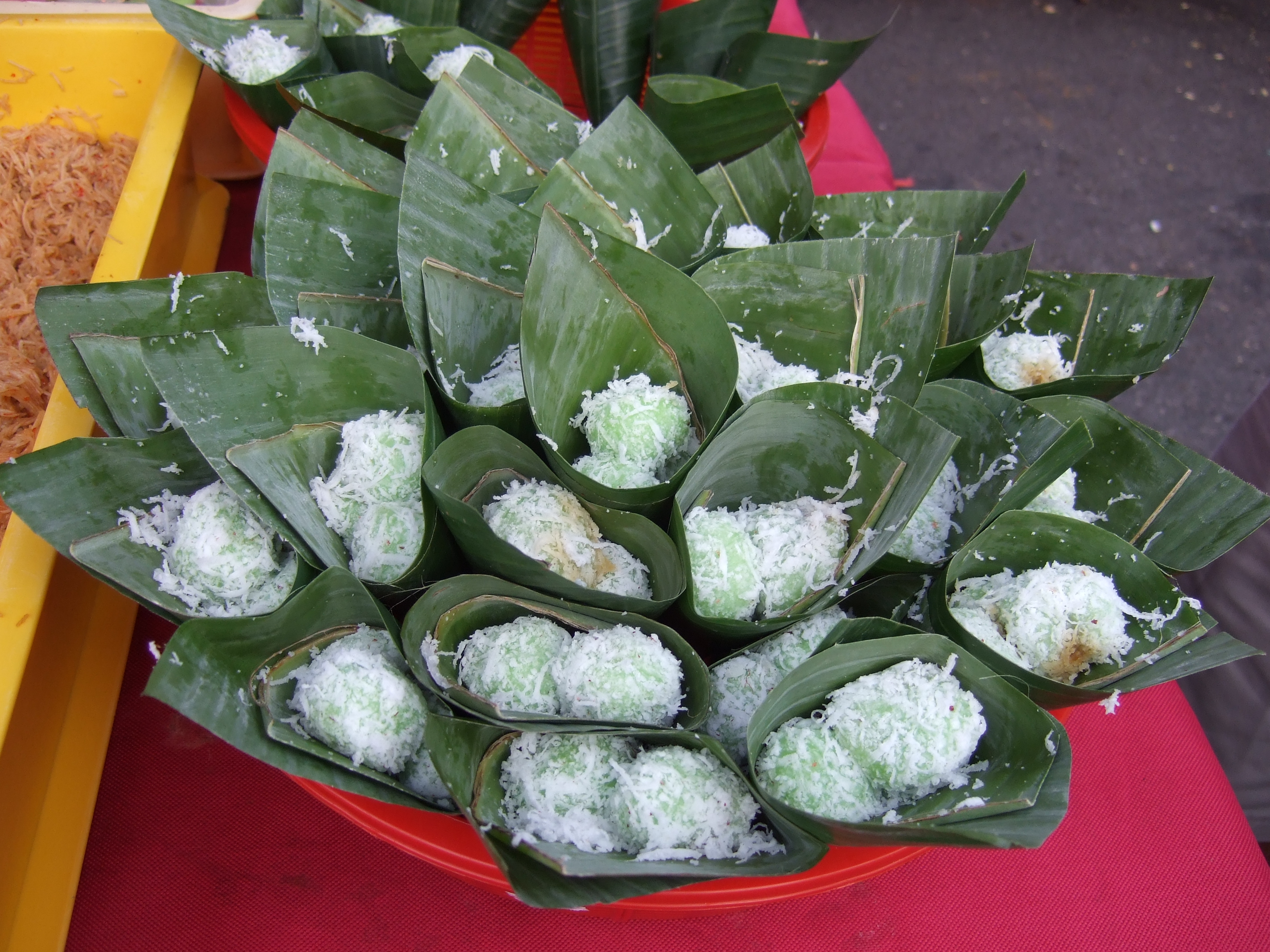
Klepon; Las manchas verdes dentro del arroz derivadas de la harina de arroz glutinoso mezclado con papa dulce y aromatizado con pandano.
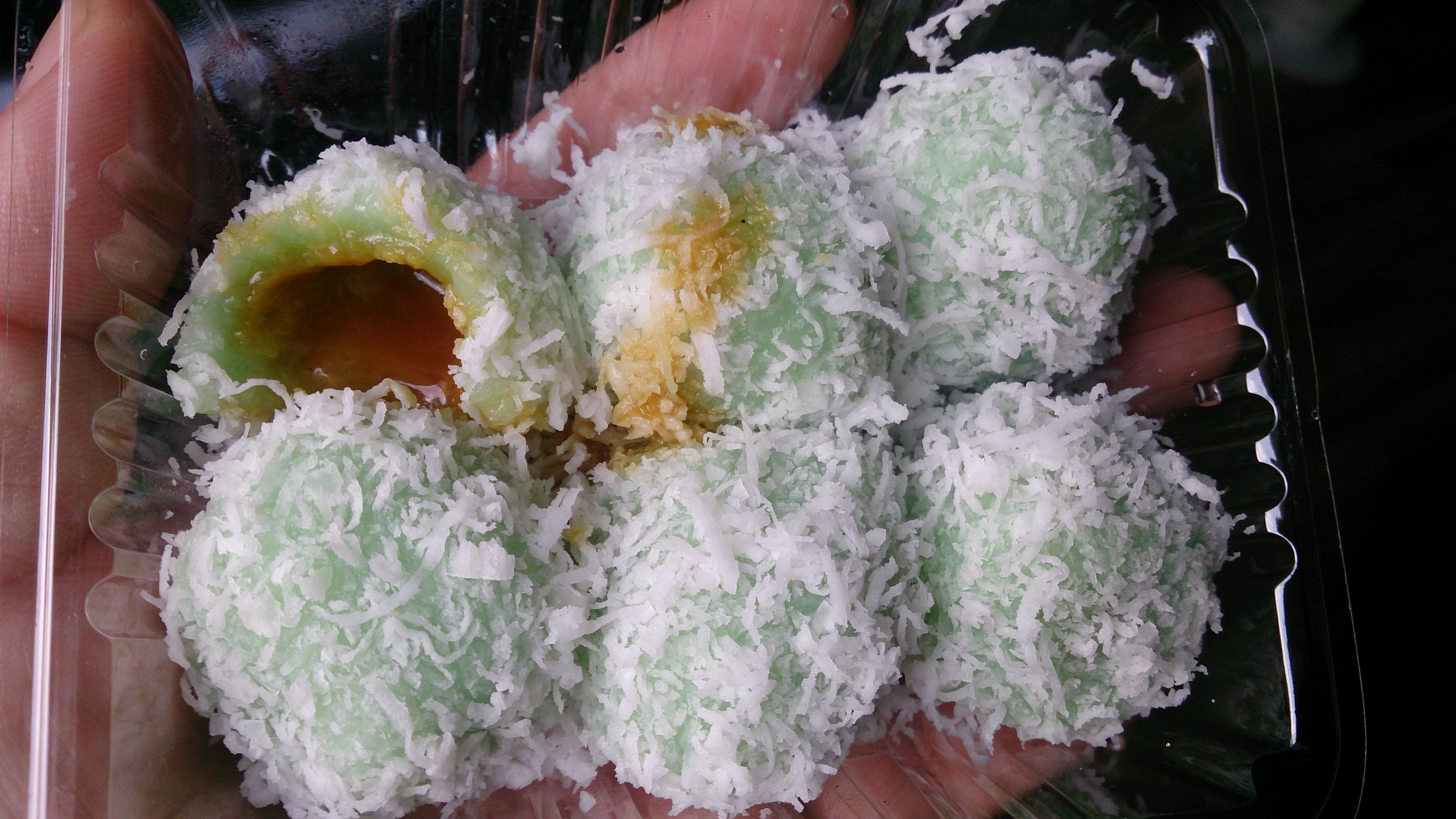
Klepon, con relleno de azúcar de palma.

## Sazón y sabor
El azúcar de coco es sutilmente dulce casi como el azúcar moreno pero con un ligero toque de caramelo. El sabor y la dulzura suelen ser similares al azúcar de mesa o al azúcar moreno. Sin embargo, dado que el azúcar de cocotero no está altamente procesado, el color, la dulzura y el sabor pueden variar dependiendo de la especie de coco utilizada, la estación cuando se cosechó, dónde se cosechó y/o la forma en que se redujo la «savia» o «toddy».

## Nutrición y declaraciones de salud
Aunque su uso como edulcorante se ha vuelto más común en los países desarrollados, no hay evidencia científica de que el azúcar de cocotero sea más nutritivo o más saludable que cualquier otro edulcorante. El valor nutritivo es similar a las calorías vacías que se encuentran en el azúcar de mesa o el azúcar moreno. Los principales carbohidratos del azúcar de coco son sacarosa (70–79%), glucosa y fructosa (3–9% cada uno).
La Autoridad Filipina del Coco (Philippine Coconut Authority) informó que el índice glucémico (IG) del azúcar de coco es 35 y, según esa medida, se clasifica como un alimento de bajo índice glucémico. Sin embargo, el Servicio de Investigación del Índice Glucémico de la Universidad de Sídney (Australia) midió el IG del azúcar de coco en 54, y considera que cualquier IG por encima de 55 es alto.